# سد خونی مغزی

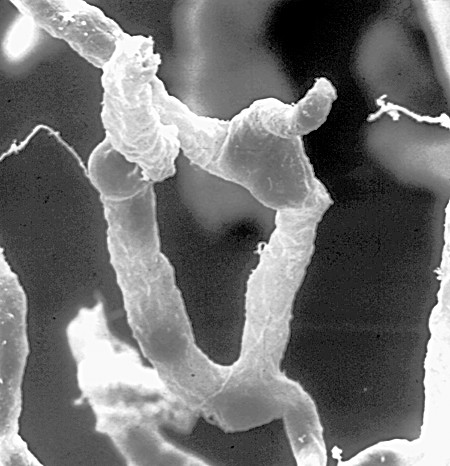
بخشی از شبکه مویرگی مغز که وظیفه تغذیه سلول‌های مغز را بعهده دارند.

سد خونی مغزی (به انگلیسی Blood-Brain Barrier یا به اختصار: BBB) محدودهٔ جداکننده بین مایع برون‌سلولی مغز در سیستم اعصاب مرکزی و جریان خون گردشی در بدن است بطوریکه اگر مواد رنگی به‌درون خون تزریق شود می‌توان مشاهده کرد که از این ماده درون مغز اثری دیده نمی‌شود. این پرده یا سد از مویرگ‌های ویژه تشکیل شده که بر خلاف ساختار عادی در مویرگ‌ها دارای منافذ معمول نبوده و اتصال بین سلولی در آن‌ها از نوع اتصال‌محکم است و در نتیجه بسیاری از ملکول‌ها و ریز ملکول‌ها و همچنین باکتری‌ها قادر به گذشتن از آن‌ها(از طریق انتشار) و رسیدن به مایع مغزی نخاعی در مغز نیستند. متقابلاً سطح اندوتلیال این مویرگ‌ها از پروتئین‌های ویژه پوشیده شده که توسط آن‌ها ورود گلوکز به مغز به عنوان تغذیه امکان‌پذیر می‌گردد. همچنین تبادل گازی (اکسیژن- دی‌اکسید کربن) بین خون گردشی و مغز از این سد بدون مشکل قابل انجام است.
برخی ذرات مانند آلکالوئید می‌تواند از این سد عبور کند (نیکوتین موجود در سیگار هم یکی از آلکالوئیدهاست).

## محافظت از سد خونی مغزی
محافظت از سد خونی مغزی یکی از مهمترین عواملی است که انسان باید آن را رعایت کند. با مصرف پروتئین و رژیم غذایی درست میتوان این سد و همچنین جمجمه را تقویت کرد تا از مغز محافظت کند و هر گونه خرابی که در این سد به وجود آمده است را ترمیم کند. زدن واکسن پنوموکوک مننژیت هموفیلوس آنفولانزا نوع ب و هاری میتواند از سد خونی مغزی محافظت کند تا بدن فرد از این باکتری ها در امان باشد همچنین جلوگیری از ضربه ها میتواند سد خونی مغزی محافظت کند. 
مصرف نکردن دخانیات سد خونی مغزی را نسبت به آلکالوئید مقاوم کند 

## فیزیولوژی

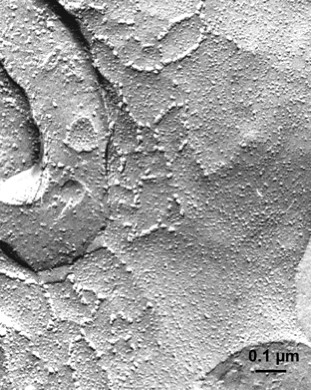
نمونه ای از سد خونی مغزی

وجود این "سد" حاصل از اتصالات محکم بین سلول‌های اندوتلیال در عروق سیستم اعصاب مرکزی(CNS) است که عبور املاح و مواد را محدود می‌کنند. بین سلول‌های اندوتلیال مویرگی توسط این اتصالات محکم، که از زیر واحدهای کوچکتر بنام دایمر(بیوشیمی) تشکیل شده٬ پروتئین‌های گذراننده مانند کلادینس(claudins)، اکلودین(occludin) و مولکول چسبنده اتصال(JAM) که همگی درون سلول‌های اندوتلیال لنگر انداخته‌اند وجود دارد.
سد خونی مغزی از سلول‌های با چگالی بالا تشکیل شده‌است و محدودیت تبادل از بین این سلول‌ها بسیار شدیدتر از سایر سلول‌های اندوتلیال مویرگی در دیگر نقاط بدن است. پشتیبانی بیوشیمیایی از این سلول‌ها به عهده سلول‌های ستاره‌ای یا آستروسیت (Astrocyte) است.
این سد تمامی بخش‌های مغز را دربر نمی‌گیرد و در قسمت‌هایی چون سقف بطن سوم و چهارم مغز و همچنین اطراف غده پینه‌آل(ترشحات هورمونی مستقیم وارد گردش خون می‌گردد) وجود ندارد.

## فیزیولوژی‌آسیب‌شناسی

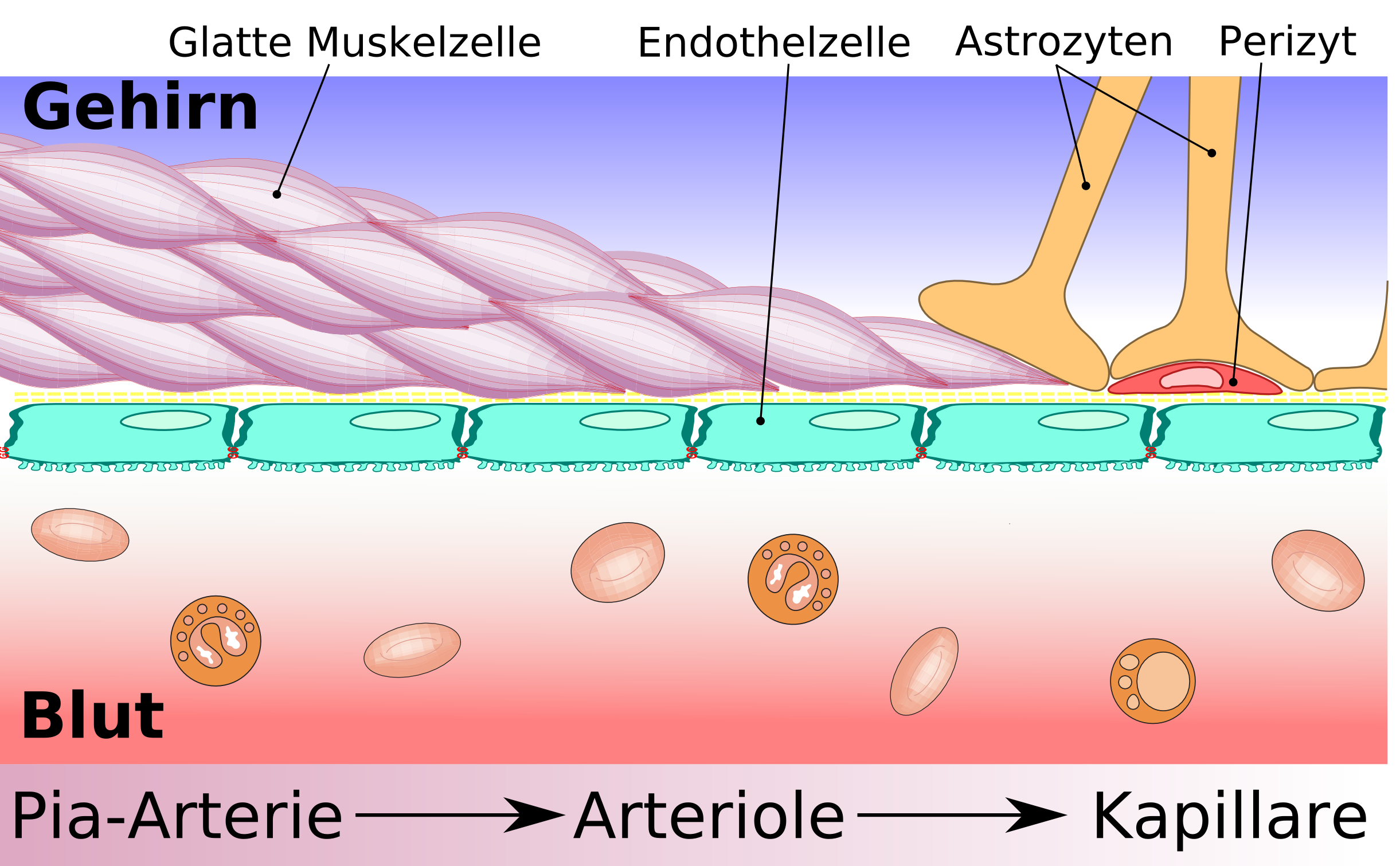
تصویر شماتیک رگ‌های خونی مغز نشان‌دهنده ساختاری است که سد خونی-مغزی (BBB) را شکل می‌دهد؛ این سد با اتصالات محکم سلول‌های اندوتلیال، غشای پایه و پوشش آستروسیتی از نفوذ مواد زیان‌آور به بافت مغز جلوگیری می‌کند.

با توجه به این‌که سد خونی-مغزی محافظی بسیار قوی در برابر عفونت‌های شایع باکتریایی است، شیوع عفونت در مغز بسیار نادر است با این‌حال، از آنجا که آنتی‌بادی‌ها و آنتی‌بیوتیک‌ها قادر به عبور از سد خونی مغزی نمی‌باشند، در صورت بروز عفونت مغزی٬ آسیب وارده اغلب بسیار جدی و درمان نیز دشوار خواهد بود. با این حال، سد خونی مغزی در هنگام التهاب‌های مغزی تا اندازه‌ای نفوذپذیر شده و برخی آنتی‌بیوتیک‌ها می‌توانند به مغز راه پیدا کنند.
تنها دو نوع باکتری وجود دارند که می‌توانند از سد خونی مغزی عبور کنند. یکی باکتری‌های گرم‌منفی حلزونی(اسپیروکت‌ها) مانند بورلیا عامل بیماری لایم و دیگری باکتری ترپونما پالیدوم عامل سفلیس که احتمالاً با سوراخ کردن فیزیکی دیواره مویرگی در مغز وارد مغز می‌شوند.

## بیماری‌های مرتبط
از بیماری‌های مرتبط با سد خونی مغزی می‌توان فهرست‌وار به این موارد اشاره نمود:
مننژیت٬ صرع٬ اسکلروز چندگانه(ام‌اس)٬ بیماری لایم٬ سندرم دویک٬اعتیاد ، تریپانوسومیاز٬ لوکوانسفالیت پیش‌رونده٬ هاری و آلزایمر